# Stronghold (jeu vidéo, 2001)
Vous pouvez aider à l'améliorer ou bien discuter des problèmes sur sa page de discussion.
- Il ne cite pas suffisamment ses sources. Vous pouvez indiquer les passages à sourcer avec {{référence nécessaire}} ou {{Référence souhaitée}}, et inclure les références utiles en les liant aux notes de bas de page. (Marqué depuis novembre 2009)
- Il doit être recyclé. La réorganisation et la clarification du contenu sont nécessaires. (Marqué depuis mars 2017)

- Archive Wikiwix
- Bing
- Cairn
- DuckDuckGo
- E. Universalis
- Gallica
- Google
- G. Books
- G. News
- G. Scholar
- Persée
- Qwant
- (zh) Baidu
- (ru) Yandex
- (wd) trouver des œuvres sur Wikidata

Pour les articles homonymes, voir Stronghold.
Stronghold est le premier opus de la saga de Firefly Studios. Le jeu est sorti uniquement sur PC le 20 octobre 2001 en France. Il s'impose comme un jeu de stratégie en temps réel se déroulant à l'époque médiévale. Le jeu avait été édité par Take-Two Interactive, société qui n'était pourtant pas connue pour son goût pour les jeux de stratégie. Ce fut pour Take-Two Interactive sa toute première intrusion dans cet univers-là.
Le jeu propose une campagne militaire de 21 missions qui constitue le cœur du jeu, et aussi une campagne de gestion de 5 missions. À part cela, d'autres missions sont disponibles. Un autre point fort du jeu est l'éditeur de scénarios, très simple, qui permet de jouer sur de nouvelles cartes, ou d'échanger de nombreuses cartes avec d'autres joueurs.
En 2023, Firefly Studios annonce Stronghold : Definitive Edition, une version remasterisée de son jeu prévue pour le 7 novembre de la même année.

## Système de jeu
Stronghold est un jeu de stratégie en temps réel, mêlant des éléments de jeu de construction de ville.
La prise en main des bases de Stronghold est rapide, et ne pose a priori pas de grands problèmes. Un tutoriel très détaillé est disponible, permettant de comprendre les rudiments du jeu : comment construire un bâtiment, changer d'angle de vue, zoomer ou dézoomer… C'est au fur et à mesure des missions de la campagne militaire que l'on découvre de plus en plus de bâtiments, et d'événements néfastes liés à l'époque médiévale (peste, loup, sécheresse de la forêt…) avec les moyens d'y remédier… ou pas.
L'interface du jeu se veut très simple. L'écran est ainsi séparé en deux parties : la partie centrale est la carte en elle-même, où on navigue à l'aide de la souris, ou des touches directionnelles. L'autre est le menu, séparé en trois. Tout à droite se trouvent les rapports du scribe, permettant de savoir ce qui rend le peuple heureux (ou malheureux), l'or disponible, le nombre de population, et chose importante, la cote de popularité. On a ensuite une carte du niveau, sur laquelle on peut zoomer ou dézoomer pour en voir plus. À noter qu'il n'y a pas de modes spécifiques sur cette carte : on ne peut pas basculer sur un mode qui ne permet de voir que les soldats disponibles, ou que la végétation…
Six types de bâtiments sont disponibles pour se développer : les bâtiments du château, les édifices manufacturiers, les bâtiments de ferme, les bâtiments urbains, les armureries, et les bâtiments de transformation alimentaire. Ces types d'infrastructures sont indiqués par des boucliers.
De nombreux raccourcis-clavier sont également disponibles, permettant d'accéder à différents édifices, de zoomer, de dézoomer… Il est ainsi plus rapide de jouer. La touche G permet par exemple d'accéder au grenier. La touche C permet de changer d'angle de vue, la touche Z de zoomer/dézoomer...
Le point fort de Stronghold n'est pas le choix d'unités ou de bâtiments disponibles, qui est ici assez restreint, mais le réalisme, le soin au détail qui a été apporté lors de chacune des cartes disponibles. La musique joue ici un grand rôle. Elle incarne en effet très bien l'esprit médiéval.
Mais Stronghold est loin d'être tout simplement un jeu de gestion, où il ne faudra tout bonnement que développer un château. La gestion en elle-même est un sérieux défi, il faut en effet pallier les nombreux problèmes de l'époque qui ont été fidèlement restitués : la peste, les incendies, les sécheresses, les attaques de brigands… Dans ce jeu, Firefly Studios a principalement cherché à retranscrire au mieux possible l'ambiance médiévale, y compris les guerres continuelles. En effet, les seigneurs féodaux étaient souvent en guerre les uns contre les autres, pour leurs suzerains ou pour leur propre compte, sans compter les guerres entre rois, la diffusion du christianisme et la répression des différentes hérésies. Stronghold n'a pas négligé ce détail, qui représente le point le plus important du jeu.
En effet, le second et principal mode de développement est la guerre. Dans le fond, la gestion ne sert qu'à se préparer une armée défensive/offensive. Néanmoins, les batailles présentées dans les campagnes du jeu sont assez faibles, et pour avoir l'honneur de participer à un « vrai » assaut de château fort, comme on se l'imagine dans notre tête, c'est-à-dire avec des centaines de troupes, de l'huile bouillante, des douves, des catapultes, des béliers… il faudra utiliser pour cela un mode spécial.

### Voies de développement disponibles
Le jeu propose deux options de développement : en premier lieu, la gestion, qui consistera à développer un château, à s'assurer qu'il prospère, c'est-à-dire d'avoir non seulement beaucoup d'or, mais aussi beaucoup de population, de s'assurer qu'elle soit correctement nourrie, et aussi que le peuple soit le plus heureux possible. Moult infrastructures sont donc disponibles, permettant au château de se développer selon différentes voies qui sont imposées lors de la plupart des missions : la religion, une nourriture abondante, de la bière…

#### Nourriture
Toujours disponible parmi les voies de développement, la nourriture est essentielle au développement du château. Elle peut offrir un fort bonus de popularité (jusqu'à +8), mais aussi un fort malus si jamais elle venait à manquer (-8 s'il n'y a plus de ration) difficile à combler. La nourriture représente donc un facteur-clé dans le développement d'un château fort, et n'est pas à négliger. Elle peut apporter la richesse et le succès aussi bien que la pauvreté et la désertion.

#### Bière
La bière ne peut qu'imposer un bonus de popularité, et ne peut en aucun cas réduire votre côté. Le bonus varie de +1 à +4, suivant le pourcentage de population couverte. En gros, à 25 %, on obtient un bonus de +1 ; à 50 %, un bonus de +2 ; à 75 %, un bonus de +3, et enfin, à 100 %, un bonus de +4. La bière est ainsi donc utile si on veut mettre la nourriture du grenier en « demi-rations », ou si l'on cherche à placer des impôts. Elle nécessite cependant beaucoup de bois. Il faut veiller également à ce que l'aubergiste dispose en permanence de tonneaux de bière, faute de quoi le bonus de popularité disparaitra temporairement jusqu'à ce que la distribution de la bière soit relancée.

#### Religion
Extrêmement coûteuse en or, la religion (ici du christianisme) donne un bonus de popularité variant lui aussi selon la couverture de population, et allant de +1 à +4. La construction d'édifices religieux importants (cathédrale ou église) peut également apporter un petit bonus. Le cas échéant, si on ne construit que des chapelles, le peuple peut se révéler mécontent, et exiger la construction d'édifices religieux plus importants. La religion est cependant une méthode coûteuse, mais aussi peu fiable, le taux de population bénie pouvant en effet brutalement descendre, augmentant avec difficulté. Il faut donc placer de nombreux édifices religieux, ce qui, le plus souvent des cas, entraîne une ruine.

#### Facteur peur
Le facteur peur nécessite uniquement de l'or en faible quantité, mais il faut souvent construire de nombreux édifices pour que cela rapporte soit un bonus de popularité allant jusqu'à +5, ou un bonus d'impopularité allant jusqu'à -5, suivant la méthode que l'on prend. Le facteur peur consiste en gros à choisir si le château fort sera un château tyrannique, exigeant des ouvriers qu'ils travaillent jusqu'à l'épuisement, améliorant de façon nette la production ou si au contraire le château fort est aimable, permettant aux ouvriers de flâner, ce qui diminue la production. Aucun édifice de facteur peur n'est plus important qu'un autre. De plus, un facteur peur positif rend les soldats plus efficaces et un facteur peur négatif les rend moins efficaces.

## Trame

### Personnages

#### DucDe Puce
Surnommé le rat, il est âgé de 20 ans. Faible duc sans véritable armée qui combat avec des soldats sans entraînement, il est d'une laideur incroyable, excessivement lâche, et n'a aucune notion de combat. Il gouverne peu de comtés, et est l'unique fils de l'ancien duc. Sa mère était une servante de celui-ci, et il apprit sa réelle identité lors de son enfance par un homme qui vint le voir chez lui. N'ayant aucun parent, le duc de Puce fut « éduqué » par le duc de Beauregard.

#### Duc de Beauregard
Surnommé le serpent, il est âgé de 41 ans. Fourbe homme, malin et manipulateur, avare et lâche, il ne cherche qu'à obtenir de l'argent, et se prélasse dans de somptueux palais, écrasant sous des taux d'impositions ridiculement élevés son peuple. Il est le responsable de la mort du père du héros, l'entraînant dans un piège où il fut lâchement tué. Il obtint son titre de duc en attaquant son père. L'assaut rendit le duc de Beauregard borgne, mais il tua son père, et jura ensuite de trouver et de décapiter les autres membres de sa famille.

#### Duc de Truffe
Surnommé le porc, il est âgé de 28 ans. Duc affreusement laid, la rumeur prétend d'ailleurs qu'il était tellement laid que ses parents l'abandonnèrent dans la rue dès sa naissance, terrifié par son visage. On sait cependant qu'il fut élevé au milieu d'une bande de brigands peu doué, et devint leur chef, acquérant une connaissance rudimentaire des techniques de combat. Pour le Porc, la stratégie ne compte pas vraiment ; tout dépend du nombre d'hommes. Il envoie donc de grands nombres d'hommes lors de ses assauts. Son enfance parmi les brigands ne fut pas très bonne pour son estomac. Lors de ses assauts une fois qu'il devint duc, il s'assura de toujours obtenir de grandes quantités de nourriture.

#### Duc de Volpe
Dit le loup. Âgé de 28 ans, l'histoire de ce personnage mystérieux n'est qu'un tas de rumeurs plus douteuses les unes que les autres. Il est juste sûr que ses parents moururent « théoriquement » de mort naturelle l'un à la suite de l'autre peu après les 18 ans du Loup. Il est cruel et sans pitié, arrogant et monstrueux. C'est un véritable génie de la stratégie, utilisant les meilleures troupes disponibles lors de ses assauts redoutables. Sa renommée le précédant, peu de seigneurs osaient le combattre. C'est notamment lui qui attaqua personnellement le père du héros, le tuant de ses propres mains.

#### Sire Longarm
Vieil homme portant toujours une armure en métal, on peut supposer qu'il fut avant de devenir chef des rebelles un vieux seigneur, ou un ancien chevalier. C'est un homme qui n'a à aucun moment envisagé de solution pacifique durant la guerre contre les tyrans, cherchant à chaque fois à attaquer l'ennemi, même sans armée. Fidèle serviteur du roi, c'est lui qui entreprit les négociations avec les ravisseurs de ce dernier, le ramenant triomphalement au royaume de France. Sa participation au combat fut non négligeable, puisqu'il fut non seulement l'un des deux fondateurs du mouvement rebelle, mais aussi parce qu'il entreprit une campagne militaire visant à reprendre les comtés du Porc qu'il réussit avec succès.

#### Lord Woolsack
Second fondateur du mouvement rebelle. Sa calvitie et sa robe modeste et sobre laissent penser que cet homme fut autrefois moine, ce qui ne correspond pourtant pas avec le titre de lord. On peut donc supposer qu'il fut un seigneur bienveillant, doux, et aimable. Lord Woolsack est contre la guerre, et retarde à chaque fois l'inévitable campagne de guerre, pensant à chaque fois ne pas avoir assez de troupes. Il privilégie en effet la santé du peuple au développement d'une armée. Il finit néanmoins par ouvrir un front secondaire contre les tyrans une fois la guerre lancée, mais fut capturé et sauvagement assassiné par le Porc.

#### Lord Manikin
Timide seigneur. Comme bon nombre de seigneurs, il se coucha devant l'oppresseur, et son domaine se trouva désormais sous la domination du Rat. On sait très peu de choses sur cet homme, sauf qu'il fut le premier à oser se soulever, probablement à cause de l'influence du mouvement rebelle, et aussi du fait que la puissance du Rat commençait sérieusement à décliner. Avec son soulèvement, le Loup prit peur que cela n'entraîne un soulèvement général de la plupart des seigneurs qui s'étaient couchés devant la puissance des tyrans, et tenta de tuer le seigneur rebelle, ordonnant au Rat de s'en charger. Le Rat échoua néanmoins dans sa mission, le village de lord Manikin sauvé in extremis par les troupes rebelles.

#### Leroi
Personnage d'une influence très importante dans tout le royaume, il participa à une invasion en pays barbare, mais fut capturé par des personnages dont on ignorera l'identité tout le long du jeu. Avec sa capture, un vent de corruption souffla dans le royaume, qui devint un royaume déchu en proie au chaos et à une terrible guerre civile. Sans le roi, le royaume n'est rien. Son retour insuffla courage et espoir aux combattants rebelles épuisés et éreintés. Avec l'aide de sire Longarm, il créa un nouveau front de bataille, resserrant l'étau autour de l'ennemi. Son armée parvint jusqu'au dernier bastion du Loup.

### Histoire
Nous sommes approximativement en l'an 1100. Le Roi a lancé une puissante offensive, envoyant la plupart de ses soldats en territoire barbare. La malchance a fait que le roi soit capturé par les barbares en question. Très vite, un complot eut lieu au royaume de France, où quatre ducs sournois organisèrent une guerre civile visant à prendre le pouvoir. Les combats furent de courte durée, et ces quatre ducs réussirent à prendre le pouvoir sans trop de problème, dans un royaume désuni au bord du gouffre.
Préférant une solution politique et pacifique plutôt qu'une longue guerre, le père du héros organisa une entrevue peu après le premier assaut avec le duc de Beauregard, que l'on surnomma par la suite le « Serpent ». Le duc de Beauregard accepta, et de nombreux seigneurs ne voulant pas d'une dictature s'y rendirent. Ils furent attaqués en chemin par des tueurs inconnus, et y perdirent tous la vie. Toute solution pacifique pouvant être éloignée, les seigneurs déposèrent tous leurs armes, et les comtés se rendirent peu à peu progressivement. La paix et la tranquillité du royaume était perdues dans des marées de sang, la tyrannie remplaçant la royauté.
Cependant, une petite troupe de rebelles se forma dans une clairière isolée au nord du royaume. Ces rebelles étaient dirigées par sire Longarm et lord Woolsack. Sire Longarm avait depuis longtemps choisi de croiser le fer avec les ennemis, lord Woolsack préférant attendre plus de troupes. C'est ici que le héros du jeu (qui n'a aucun nom officiel, étant donné que c'est le joueur qui le choisit) retrouve cette petite troupe, blessé et épuisé. Il est très vite accepté dans la troupe, et fait rapidement ses preuves en réunissant des provisions pour l'hiver, et en créant un petit campement.
Malheureusement, il s'avère très vite que ce petit campement est établi au cœur du parcours migratoire des loups. Rattrapant vite son erreur qui le discrédite aux yeux des rebelles, il parvint avec brio à tuer les loups, sauvant ainsi le mouvement de libération.
La guerre put alors avoir lieu, malgré les avertissements de lord Woolsack, persuadé que ce ne sera qu'un carnage fatal qui conduirait définitivement le royaume à sa perte. Le premier duc à défier serait le duc de Puce, surnommé « le Rat », probablement à cause de son effroyable laideur. N'ayant aucune notion de stratégie, le Rat formait une cible facile, ayant obtenu son titre de duc par héritage. Terrifié, le Rat demanda de l'aide au Serpent une fois qu'il avait compris qu'il ne parviendrait pas à stopper l'ennemi, la plupart de ses comtés étant tombés après des batailles violentes qui massacrèrent la plupart de ses troupes, lançant ainsi une campagne dans ses comtés, où les bouffons et les bardes se moquèrent joyeusement de lui. Le Serpent lui promit de l'aider, et organisa entre-temps une alliance avec les rebelles, leur promettant d'envoyer des troupes pour prendre l'un des comtés du Rat en échange d'une cargaison. Le Serpent trahit ainsi le Rat, mais aussi les rebelles. Certes, il envoya des troupes, mais s'appropria aussi le comté, qui devait revenir aux rebelles.
Le mouvement rebelle, d'abord considéré comme ridicule et sans danger, prit de plus en plus d'importance grâce aux défaites répétées du Rat, si bien que de nombreux seigneurs écrasés retrouvèrent espoir. Le premier à lever les armes fut lord Manikin, infligeant une lourde défaite au Rat, qui se retrouva bientôt cloîtré dans son château principal, où il en fut délogé par une armée offensive.
N'ayant plus de place forte, plus d'armée, trahi par l'un des siens, le Rat demanda de l'aide au duc de Truffe, surnommé « le Porc », un homme cruel, obèse, affreusement laid, qui accepta de l'aider en lui envoyant des troupes. Le Rat tenta de reprendre son, château, et y perdit la vie.
Sa mort redonna espoir aux rebelles, qui entreprirent ensuite d'attaquer le Serpent, ce qui serait très symbolique pour le héros, qui devint ainsi la bête noire des tyrans, en particulier du Loup, le plus redoutable des tyrans, qui envoya toute son armée principale à la poursuite du héros.
Pendant ce temps, lord Woolsack tenta d'ouvrir un second front d'assaut, mais fut contré face au Porc, qui le captura sans grande peine, et le tortura à mort. De nombreux comtés tombèrent alors entre les mains de ce duc, pendant que le Serpent devait combattre les rebelles, attendant des renforts du Porc ou du Loups.
Contre le Serpent, la même stratégie qui avait conduit le Rat à sa perte s'appliqua : une prise méthodique de chacun des comtés de l'ennemi. Mais le héros reçut soudain un message de sire Longarm, parti à l'étranger pour négocier avec les barbares qui avaient kidnappé le Roi. Ils exigeaient une forte rançon en échange de sa libération. Très vite, une attaque fut organisée contre l'un des châteaux du Serpent afin de subtiliser son or. La mission fut un succès.
Perdant tous ses comtés, le Serpent fut aidé à la défense d'un de ses derniers comtés par les hommes du Loup, qui stationnaient dans un comté à proximité. Ne pouvant rien faire contre les troupes du redoutable tyran, les rebelles reçurent soudain l'aide d'un moine encapuchonné, qui leur offrit les plans d'une arbalète, arme redoutable qui leur permit de repousser les assauts du Loup.
Désespéré, il voyait sans pouvoir rien faire les troupes rebelles annexer son ancien château, qu'il avait déserté. Il était impossible au Serpent d'attaquer cette place forte, aussi demanda-t-il de l'aide au Porc et au Loup qui répondirent présent. Le Porc envoya des troupes d'hommes combattre les rebelles, pendant que le Loup envoyait toute son armée pour mettre fin aux agissements rebelles. Un échec ici signifierait en effet la fin de toute rébellion, le héros étant maintenant le dernier commandant à combattre. Il parvint à tuer le Serpent, mais dut fuir devant l'arrivée des hommes du Loup vers les territoires du Porc.
Une bataille s'organisa contre les nombreux hommes du Porc dans un col. Les mystérieux moines encapuchonnés qui avaient déjà aidé le mouvement rebelle en offrant les plans d'une arbalète contre les troupes du Loup refirent leur apparition, offrant cette fois-ci le dessin d'une baliste montée, qui fut d'une efficacité redoutable contre les armes de siège du Porc, menant son attaque à l'échec. Malheureusement, les rebelles ne purent célébrer leur joie, devant fuir contre les crocs du Loup.
Leur fuite les fit traverser le cœur des territoires du Porc, les emmenant dans les marais, où le Loup cessa de les traquer, passant le relais au Porc, qui avait déjà reconquis bon nombre de comtés. Les soldats purent enfin se reposer dans les marais, où ils rencontrent à nouveau les moines encapuchonnés, qui leur offrirent leur réelle identité : les Moines Noirs.
Les Moines Noirs disposaient d'une importante technologie militaire entreposée dans leur bibliothèque. Ils étaient de très bons stratèges, mais pas de bons guerriers, et avaient perdu leur monastère à cause des assauts répétés du Porc, qui rêvait de mettre la main sur leur savoir pour quelque obscure raison.
Pendant que les rebelles décidèrent d'aider les Moines Noirs en repoussant les assauts du Porc et en reconstruisant leur monastère, sire Longarm revint au royaume, accompagné du Roi, redonnant espoir au mouvement rebelle tout entier, et ouvrit un réel second front, s'attaquant de plein fouet aux troupes du Porc. Pendant ce temps, une solide attaque fut organisée contre son château fort, puissamment défendue. Le Porc fut néanmoins tué, ce qui imposa un changement définitif à la guerre. Il ne restait alors plus que le Loup, le plus terrible des tyrans.
Son armée tout entière fut néanmoins battue lors d'un terrible assaut, ne lui laissant plus que quelques fidèles. Il se terra dans son château, réputé imprenable, au sommet d'une falaise. Fin stratège, le Loup avait truffé son château de pièges en tout genre. Les rebelles avaient également essuyé de lourdes pertes, et avait perdu pratiquement toutes leurs troupes. Il ne restait plus que l'armée du roi. Le combat final peut alors commencer…

## Accueil

### Critique
Stronghold fut le plus grand succès de toute la saga, tout du moins sur le plan de la critique. Metacritic lui décerne ainsi une note de 81 %, tandis que la presse française se fait relativement élogieuse. La moyenne des critiques réalisée par Gamekult est ainsi de 8.1/10. Les journalistes les plus critiques à propos de Stronghold sont notamment ceux d'Eurogamer, qui reconnaissent que le jeu présente plusieurs points forts mais pointent les problèmes liés à l'IA et l'absence de réelle difficulté : ils notent en effet qu'il suffit d'utiliser le feu pour triompher à coup sûr. D'autres critiques sont moins sévères, comme celle de Games First, qui situe Stronghold dans la lignée des Sim City et apprécie le côté réaliste du jeu.
Au niveau de la presse française, on peut dire que la réception critique fut assez positive. Jeuxvideo.fr, dans sa critique, ne tarit pas d'éloges, déclarant que Stronghold est un jeu remarquable et particulièrement bien fait. D'autres sites, comme Jeuxvideo.com, consacrent même Stronghold en prenant parfois le jeu comme référence dans des tests pour d'autres jeux, notamment celui de Celtic Kings: Rage of Wars. À titre de conclusion sur la réception critique, voici la liste reproduite ici de Gamekult, avec de nombreux rajouts, et modifications sur les liens morts donnés par le site.

#### Presse anglophone
- Eurogamer : 6/10[5] ;
- GameSpot : 7,6/10[9] ;
- GameRankings : 79,08 %[10] ;
- Game Industry News : 4.5/5[11] ;
- Game Over : 82 %[12] ;
- Games First : 4/5[6].

#### Presse française
- Clubic : 17/20[13] ;
- Jeuxvideo.com : 15/20[14] ;
- Jeuxvideo.fr : 16/20[7] ;
- Joystick : 90 % ;
- Micromania : 17/20[15] ;
- Overgame : 9/10.

## Stronghold Crusader
Dérivé de Stronghold, Stronghold Crusader ne peut pas être qualifié comme un add-on, dans le sens où il n'est absolument pas nécessaire d'avoir Stronghold pour pouvoir y jouer. Néanmoins, Stronghold Crusader présente d'énormes similitudes avec Stronghold ; les bâtiments sont tous identiques, même si leur design a été amélioré dans Stronghold Crusader ; le système de jeu est identique. On peut donc qualifier Stronghold Crusader comme une extension de Stronghold, extension qui a très bien plu à l'ensemble des joueurs. Stronghold Crusader est sur bien des points bien plus difficile que Stronghold, mais bien plus facile sur d'autres, et est uniquement dirigé sur la guerre, Stronghold proposant non seulement des batailles époustouflantes, mais aussi des parties où il fallait gérer le château ; ces missions de gestion ont été oubliés dans Stronghold Crusader, où il est maintenant bien plus simpliste de construire son château.

## Stronghold Warchest
Dernier jeu sorti à partir de Stronghold, Stronghold Warchest n'est pas exactement un add-on, mais un pack reprenant les deux jeux Stronghold et Stronghold Crusader. Malheureusement, Firefly Studios n'a jamais décidé d'exporter ce jeu hors des frontières des États-Unis. On ne peut donc pas l'avoir en français.
Trois mini-jeux sont également disponibles dans Stronghold Warchest, tous basés à partir des trois jeux qu'ils avaient fait à l'époque : Super Castle Attack pour Stronghold ; Crusader Commander pour Stronghold Crusader, et Alien Horde pour Space Colony.

## Stronghold Collection
Stronghold Collection regroupe six jeux : Stronghold, Stronghold 2, Stronghold 3, Stronghold Crusader, Stronghold Crusader Extreme et Stronghold Legends.